# Magyar Bálint (kapitány)
Magyar Bálint (? – Szigliget, 1573. április) - végvári kapitány, kora egyik legismertebb törökverő vitéze.

## Életrajza
Magyar Bálint (palotai) - életéről kevés adat maradt fenn. Születési helye és ideje nem ismert. Zala vármegye elszegényedett nemesi családjai egyikének sarja, később Nádasdy Tamás nádor familiárisa volt.
Nevét először 1543-ban említik Nádasdy Tamás familiárisaként. Nádasdy 1543 tavaszán Pécsre küldi, a várat védeni a török ellen. Pécsről a szigetvári vár védői közé szegődik. Mindvégig katona maradt. Nádasdy Tamás katonáinak volt hadnagya és parancsnoka. Házassága révén kerül Fonyód a birtokába.
1545-től megszakításokkal haláláig Szigliget és Fonyód várának kapitánya volt. Az 1549-től, a török zaklatást tiltó rendelkezés megszüntetése ellenére, amikor csak lehetősége nyílott, a törökre támadott, ami a királyhoz érkező panaszáradatot vont maga után. 1551-ben Nádasdy bandériumának hadnagya az erdélyi hadjáratban; a királyi Magyarország és Erdély egyesítéséhez szükséges 500 fős lovas had katonái között szerepelt.  A kor egyik jeles történetírója név szerint megemlítette Magyar Bálint hősiességét. Részt vett Lippa ostromában is. 1552-ben rövid ideig pápai, majd kanizsai kapitány volt. Állandó törökellenes portyázásai miatt a budai pasa, hatalmaskodásaiért a Balaton környékének nemessége sorozatosan följelentette, több vizsgálat is folyt ellene, de Nádasdy mindig megvédte.
1553-ban a Fonyódról keltezett levelében megemlítette, hogy a török Lak és Somogyvár alatt portyázik. A törökök 1553-1554-ben egyre gyakrabban támadtak a Balaton körüli várakra. Ismerjük a korabeli párbajra hívásának történetét is. A dél-dunántúli várak elleni török támadások elszólítják Fonyódról, majd 1555. szeptember 21-én éjszaka Mehmed bég emberei megtámadták a fonyódi várat. Az ostrom éjfélkor kezdődött. El is foglalták a régi palánkokat, de visszaverték őket. Amikor Magyar Bálintot elszólította a hadi kötelesség, a török 1562-ig nem hagyott fel Fonyód ostromával.
Magyar Bálint ügyei Nádasdy Tamás halála után fordultak rosszra, ez idő után zavaros birtokügyeit és hatalmaskodásait is számonkérték rajta. Birtoktalan nemesként rendre ellentétbe került a környező várak kapitányaival, akik szintén igyekeztek minél több falut megtartani maguknak.
1562-ben Szigetváron katona, de Zrínyi Miklós - sok más korabeli nagyúrhoz hasonlóan - nem igazán kedvelte a fonyódi kapitányt. 1563 nyarán Magyar Bálint teljes egészében kegyvesztett lett I. Ferdinánd és az új király, Miksa előtt,  még a koronázásra sem hívták meg. Szigetvár eleste után Fonyód nem került török kézre.
1573 áprilisában halt meg. Halálával a 16. század történelmének egyik legnevezetesebb nagysága szállt sírba, egy olyan hírneves hős, akinek tettei, élete a mából visszanézve sokszor érthetetlennek tűnik, de csodálattal adózunk hatalmas kitartásának és emberfeletti bátorságának. Fiatal éveitől kezdve haláláig minden nap készen kellett állnia a harcra. A szigligeti várkapitányi tisztségben sógora lengyeltóti Lengyel István (fl. 1567–1581) földbirtokos követte. Magyar Bálint felesége lengyeltóti Lengyel Brigitta (fl. 1565), akinek a szülei lengyeltóthi Lengyel Boldizsár (fl. 1516–1549), hadvezér, a szigligeti vár tulajdonosa, földbirtokos, és Fajszy Katalin (fl. 1542) voltak.
Fonyód a török ellen csak halála után két évig tudott védekezni, a vár 1575. augusztus 3-án elesett.